# Liste von Brücken in Dänemark
Die Liste von Brücken in Dänemark führt große und bedeutende Straßen- und Eisenbahnbrücken auf, die im Gebiet des eigentlichen Staatsgebietes von Dänemark liegen. Brücken in den autonomen Gebieten Färöer und Grönland sind nicht aufgeführt.
Erst ab Ende des 19. Jahrhunderts gewann der Brückenbau im Land an Bedeutung. Zuvor wurde der Transport über weite Entfernungen vorwiegend über den Seeweg abgewickelt. Im Laufe von drei Epochen erreichte die Brückenbaukunst in Dänemark Weltklasseniveau, dazu zählen drei der längsten, kombinierten Straßen- und Eisenbahnbrücken Europas: die 3199 m lange Storstrømsbro von 1937, der Westteil der Storebæltsbro von 1998 mit einer Länge von 6611 m und die 7845 m lange Öresundbrücke von 2000.

## Geschichte des Brückenbaus in Dänemark
Die vermutlich älteste Brückenanlage mit überregionaler Bedeutung für den Verkehr, die über 1000 Jahre alte Brücke über die Ravning Enge bei Vejle, stammt aus der Wikingerzeit und diente als Zufahrt zum Königssitz von Jelling in Jütland. Der Nachweis eines weiteren frühen Brückenbaus gelang bei Sjellebro in Djursland. Hinweise auf ehemalige Brücken finden sich auch auf Runensteinen. Im Mittelalter bestanden fast alle Brückenbauten aus Holz, von denen jedoch keine erhalten blieb. Der Bau und die Instandhaltung der bis Ende des 18. Jahrhunderts errichteten Holzbrücken erforderten weniger fachliches Wissen als z. B. Brücken aus Granitstein.
1844 wurde mit der Frederiksbro in Odense die erste Gusseisenbrücke fertiggestellt. Mit der Eröffnung der ersten Bahnlinie zwischen Kopenhagen und Roskilde 1847 begann das Zeitalter der Eisenbahnen, in der sich Eisenbrücken durchsetzten und sich die staatliche Gesellschaft Danske Statsbaner als führende Institution in Bezug auf das Anlegen von Brücken in Dänemark behauptete. Einige Beispiele sind die Eisenbahnbrücken bei Nykøbing Falster über den Guldborgsund (1875), in Aalborg über den Limfjord (1879) und bei Vordingborg über den Masnedsund (1883).
Die ersten Brücken über Fahrwasser waren Pontonbrücken, die für den Schiffsverkehr über ein Schwungteil geöffnet werden konnten, so wie über den Als Sund 1856 (Vorläufer der Kong Christian den X’s Bro), den Limfjord 1865 (Vorläufer der heutigen Limfjordsbro) und über den Roskilde-Fjord 1868 (Vorläufer der Kronprins Frederiks Bro).

### Erste Epoche
Wurde der Bau aller größeren Eisenbahnbrücken im 19. Jahrhundert zunächst noch von ausländischen Firmen durchgeführt, begründete später Agger Skovgaard Ostenfeld die Wissenschaft des Brückenbaus in Dänemark, indem er Wissen über Statik und Elastizität vermittelte. Ab Mitte der 1920er Jahre entstanden einige größere Brücken an stark frequentierten Fährstellen und verbanden so größere Landesteile. Finanziert wurden sie aufgrund von Wirtschaftskrisen vornehmlich durch ausländische Kredite; der dänische Staat als Bauherr versuchte mit den Brückenbauprojekten die Wirtschaft anzukurbeln. Dazu zählen die ersten Großbrücken Dänemarks, Lillebæltsbroen von 1935, Storstrømsbroen von 1937, seinerzeit mit einer Länge von rund 3,2 km eine der längsten Brücken Europas, sowie Oddesundbroen von 1938. Die einzigen Großbrücken, die während des Zweiten Weltkriegs und der Nachkriegszeit gebaut wurden, sind Aggersundbroen von 1942 sowie die Dronning Alexandrines Bro von 1943, die als „schönste Brücke Dänemarks“ gilt. Die meisten Projekte wiesen die Handschrift von Anker Engelund auf, einem Schüler des Brückenbaupioniers Agger Skovgaard Ostenfeld.
Örtliche Interessensgruppen bewarben die Projekte, die aber auch Gegner der Brückenverbindungen zwischen den Inseln auf den Plan riefen und die Lokalbevölkerung in zwei Lager spaltete. Ein Beispiel, bei dem sich die Gegner durchsetzten, war der verworfene Plan zum Bau einer Brücke nach Fanø – ganz im Gegensatz zu deren südlichen Nachbarn auf Rømø, deren Rømødæmning 1948 fertiggestellt wurde.

### Zweite Epoche
In der zweiten Epoche ab Anfang der 1950er Jahre wurden unvollendete Pläne der Zwischenkriegszeit wiederaufgenommen, weiterentwickelt und realisiert, darunter vor allem Straßenbrücken über Sunde und Fjorde. Bauherren waren die Ämter, finanziert wurden die Projekte durch die Stiftung Vejfonden. Die erste Brücke nach dem Stillstand der 1940er Jahre war die Munkholmbro über den Isefjord von 1952, danach folgte 1954 die Fertigstellung der sechsspurigen Langebro in Kopenhagen. Zu den typischen Beispielen aus dieser Zeit zählen ebenfalls Siødæmningen bzw. Siøsundbroen (1960), Langelandsbroen (1962), Svendborgsundbroen (1966) und Egernsundbroen (1968).

### Dritte Epoche
Ab Mitte der 1960er Jahre setzte eine Periode ein, in der der Bau neuer Autobahnbrücken vorangetrieben wurde. Wegen des erhöhten Verkehrsaufkommens war es erforderlich, die Brücken aus den 1930er Jahren durch neue zu ergänzen oder zu ersetzen. Beispiele dieser Epoche sind die Autobahnbrücken Ny Lillebæltsbro (1970), Vejlefjordbroen (1980) und Farøbroerne (1984) sowie die vierspurigen Straßenbrücken Hadsundbroen (1976) und Alssundbroen (1981). Limfjordtunnelen (1969) und Guldborgsundtunnelen (1988) sind Beispiele, bei denen zugunsten einer Tunnellösung entschieden wurde.
Mit der Querung des Großen Belts, zu der der Storebælttunnelen und die Storebæltsbroen gehören, wurde 1998 die Lücke zwischen dem Westen Dänemarks (mit Jütland und Fünen) und dem Osten des Landes (mit Seeland und der Hauptstadt Kopenhagen) geschlossen. Die Eröffnung der Öresundbrücke zwischen Kopenhagen und Malmö/Schweden im Juli 2000 manifestierte das vorläufige Ende der dritten großen Brückenbauphase, die zwar nicht in der Anzahl, dafür aber im Volumen die anderen beiden Phasen übertraf.
Bei der Planung einer festen Fehmarnbeltquerung zwischen Lolland und Fehmarn, die den Umweg der Jütlandlinie über die Vogelfluglinie verkürzt, setzte sich die Tunnellösung durch. Gegenstand häufiger Diskussionen sehen zudem eine direkte Verbindung zwischen Seeland und Jütland über Samsø und den Kattegat (Kattegat-forbindelsen) vor, die bisher jedoch auch aus finanziellen Gründen keine konkrete Form angenommen hat.

## Brücken
| Name | Lage                                                                          | überbrückt                                            | Bauzeit                   | Funktion                                                      | Konstruktion                                | Länge                        | Breite                   | Durch- fahrts- höhe    | Bild                                                                    |
| --- | ----------------------------------------------------------------------------- | ----------------------------------------------------- | ------------------------- | ------------------------------------------------------------- | ------------------------------------------- | ---------------------------- | ------------------------ | ---------------------- | ----------------------------------------------------------------------- |
| Aggersundbroen Aggersund-Brücke 56° 59′ 58″ N, 9° 17′ 38,5″ O                                                              | zwischen Aggersund (Vendsyssel-Thy) und Løgstør (Himmerland)                  | Aggersund, Limfjord                                   | 1939–1942                 | zweispurige Straßenbrücke                                     | Bogenbrücke, Klappbrücke                    | 228 m                        | 10,4 m                   | 5,4 m                  |                                                                         |
| Alssundbroen Alsensund-Brücke 54° 55′ 19,9″ N, 9° 45′ 59,7″ O                                                              | Sonderburg, zwischen Sundewitt und Alsen                                      | Alsensund                                             | 1978–1981                 | vierspurige Straßenbrücke                                     | Balkenbrücke                                | 662 m                        | 17 m                     | 33 m                   |                                                                         |
| Dronning Alexandrines Bro Königin-Alexandrine-Brücke 54° 59′ 22,3″ N, 12° 9′ 52,3″ O                                       | in der Vordingborg Kommune zwischen Seeland und Møn                           | Ulvsund                                               | 1939–1943                 | zweispurige Straßenbrücke                                     | Bogenbrücke                                 | 745,5 m                      | 10,7 m                   | 26 m                   |                                                                         |
| Egernsundbroen Egernsund-Brücke 54° 54′ 25,7″ N, 9° 35′ 57,1″ O                                                            | zwischen Egernsund und Gråsten Südjütland                                     | Egernsund zwischen Nübeler Noor und Flensburger Förde | 1965–1968                 | vierspurige Straßenbrücke                                     | Klappbrücke                                 | 238 m                        | 19,6 m                   | 4,8 m                  |                                                                         |
| Farø-nordbroen Farø-Brücken (Nordbrücke) 54° 57′ 45,9″ N, 11° 59′ 53,2″ O                                                  | in der Vordingborg Kommune zwischen Seeland und Farø                          | Færgestrøm, Kalvestrøm                                | 1980–1985                 | vierspurige Autobahnbrücke                                    | Balkenbrücke                                | 1596 m                       | 21,4 m                   | 20 m                   |                                                                         |
| Farø-sydbroen Farø-Brücken (Südbrücke) 54° 56′ 37,6″ N, 11° 58′ 29,8″ O                                                    | in der Vordingborg Kommune zwischen Farø und Falster                          | Grønsund, Storstrømmen                                | 1980–1985                 | vierspurige Autobahnbrücke                                    | Schrägseilbrücke                            | 1726 m                       | 22,4 m                   | 26 m                   |                                                                         |
| Fiskebækbroen Fiskebæk-Brücke 55° 48′ 17,9″ N, 12° 22′ 48,9″ O                                                             | im Süden von Farum in der Hauptstadtregion                                    | Mølleåen zwischen den Seen Farum Sø und Furesø        | 1971                      | vierspurige Straßenbrücke                                     | Balkenbrücke                                | 292,1 m                      | 13,4 m                   |                        |                                                                         |
| Gudenåbroen Gudenau-Brücke 56° 27′ 21″ N, 9° 59′ 31,4″ O                                                                   | im Westen von Randers                                                         | Gudenå                                                | 1971                      | vierspurige Autobahnbrücke                                    | Balkenbrücke                                | 394,8 m                      | 11,2 m                   |                        |                                                                         |
| Guldborgsundbroen Guldborgsund-Brücke 54° 52′ 16,4″ N, 11° 44′ 54,5″ O                                                     | Guldborg zwischen Falster und Lolland                                         | Guldborgsund                                          | 1933–1934                 | zweispurige Straßenbrücke                                     | Bogenbrücke, Klappbrücke                    | 180 m                        | 7 m                      | 4 m                    |                                                                         |
| Hadsundbroen Hadsund-Brücke 56° 42′ 50,7″ N, 10° 7′ 2,1″ O                                                                 | Hadsund, Himmerland                                                           | Mariagerfjord                                         | 1974–1976                 | vierspurige Straßenbrücke                                     | Klappbrücke                                 | 252 m                        | 21,6 m                   | 2,9 m                  |                                                                         |
| Halsskovbroen Halsskov-Brücke 55° 19′ 52,2″ N, 11° 8′ 32,2″ O                                                              | Hafen von Korsør, zwischen Korsør und Halsskov                                | Sund zwischen Korsør Nor und Großem Belt              | 1985                      | zweispurige Straßenbrücke                                     | Klappbrücke                                 | 90 m                         |                          |                        |                                                                         |
| Jernbanebroen over Limfjorden Eisenbahnbrücke über den Limfjord 57° 3′ 30,1″ N, 9° 54′ 37,8″ O                             | Aalborg, Nørresundby                                                          | Limfjord                                              | 1935–1938                 | Eisenbahnbrücke mit einem Bahngleis                           | Klappbrücke                                 | 404 m                        | 5,0 m – 6,2 m            | Nord: 3,3 m Süd: 4,4 m |                                                                         |
| Kalvebodbroen Kalvebod-Brücke (Verlängerung der Sorterendebroen) 55° 36′ 50,2″ N, 12° 30′ 43,3″ O                          | Kopenhagen, zwischen Skrædderholmen und Amager                                | Kalvebodløbet, Kalveboderne                           | 1982–1987                 | sechsspurige Autobahnbrücke mit zwei Standstreifen            | Balkenbrücke                                | 242,4 m (Nord) 241,1 m (Süd) | 14,5 m (Nord) 18 m (Süd) | 16 m                   |                                                                         |
| Knippelsbro Knippelsbrücke 55° 40′ 29″ N, 12° 35′ 14″ O                                                                    | Kopenhagen zwischen Christianshavn und Stadtmitte                             | Inderhavnen (Innenhafen), Hafen von Kopenhagen        | 1935–1937                 | vierspurige Straßenbrücke                                     | Klappbrücke                                 | 115 m                        | 27,4 m                   | 5,4 m                  |                                                                         |
| Kong Christian den X’s Bro König-Christian X.-Brücke 54° 54′ 39,9″ N, 9° 47′ 2,2″ O                                        | Sonderburg, zwischen Sundewitt und Alsen                                      | Alsensund                                             | 1925–1930                 | zweispurige Straßenbrücke bis 1996 einspurige Eisenbahnbrücke | Stabbogenbrücke, Klappbrücke                | 331 m                        | 12,6 m                   | 5 m                    |                                                                         |
| Kong Frederik d. IX’s Bro König-Frederik IX.-Brücke 54° 45′ 32,2″ N, 11° 51′ 59,1″ O                                       | bei Nykøbing Falster zwischen Falster und Lolland                             | Guldborgsund                                          | 1960–1962 1963 eingeweiht | vierspurige Straßenbrücke einspurige Eisenbahnbrücke          | Klappbrücke                                 | 295 m                        | 33 m                     | 4 m                    |                                                                         |
| Kronprins Frederiks Bro Kronprinz-Frederik-Brücke 55° 50′ 36,3″ N, 12° 2′ 26,3″ O                                          | Frederikssund, Seeland                                                        | Roskildefjord                                         | 1934–1935                 | zweispurige Straßenbrücke                                     | Klappbrücke                                 | 151 m                        | 12,1 m                   | 3,5 m                  |                                                                         |
| Langebro Lange Brücke 55° 40′ 13″ N, 12° 34′ 43,7″ O                                                                       | Kopenhagen, zwischen Seeland und Amager                                       | Inderhavnen (Innenhafen), Hafen von Kopenhagen        | 1949–1954                 | sechsspurige Straßenbrücke                                    | Klappbrücke                                 | 252 m                        | 32 m                     | 7 m                    |                                                                         |
| Langelandsbroen Langeland-Brücke (Verlängerung der Siøsundbroen) 54° 56′ 52″ N, 10° 42′ 28,1″ O                            | bei Rudkøbing zwischen Langeland und Siø                                      | Rudkøbing Løb, Dänische Südsee                        | 1960–1962                 | zweispurige Straßenbrücke                                     | Balkenbrücke, Bogenbrücke                   | 774 m                        | 12,7 m                   | 26 m                   |                                                                         |
| Legindvejlebroen Legindvejle-Brücke 56° 45′ 53,1″ N, 8° 49′ 54,9″ O                                                        | im Süden von Nykøbing Mors                                                    | Legind Sø bzw. Legind Vejle                           | 1975–1978                 | zweispurige Straßenbrücke                                     | Balkenbrücke                                | 421,5 m                      | 13,1 m                   |                        |                                                                         |
| Lillebæltsbroen Alte Brücke über den Kleinen Belt (Den Gamle Lillebæltsbro) 55° 31′ 3,8″ N, 9° 42′ 35″ O                   | im Nordwesten von Middelfart zwischen Fünen und Jütland                       | Kleiner Belt                                          | 1929–1935                 | zweispurige Straßenbrücke, Eisenbahnbrücke                    | Fachwerkbrücke, Gerberträgerbrücke          | 1178 m                       | 20,5 m                   | 33 m                   |                                                                         |
| Ny Lillebæltsbro Neue Brücke über den Kleinen Belt 55° 31′ 7″ N, 9° 44′ 57,7″ O                                            | im Norden von Middelfart zwischen Fünen und Jütland                           | Kleiner Belt                                          | 1965–1970                 | sechsspurige Autobahnbrücke mit zwei Standstreifen            | Hängebrücke                                 | 1700 m                       | 31 m                     | 42 m                   |                                                                         |
| Limfjordsbroen Limfjord-Brücke 57° 3′ 16,6″ N, 9° 55′ 10,6″ O                                                              | zwischen Aalborg (Himmerland) und Nørresundby (Vendsyssel-Thy)                | Limfjord                                              | 1930–1933                 | vierspurige Straßenbrücke                                     | Klappbrücke                                 | 640,4 m                      | 21,4 m                   | 9,5 m                  |                                                                         |
| Masnedsundbroen Masnedsund-Brücke (Verlängerung der Storstrømsbroen) 54° 59′ 48,5″ N, 11° 53′ 22,4″ O                      | bei Vordingborg zwischen Seeland und Masnedø                                  | Masnedsund                                            | 1933–1937                 | zweispurige Straßenbrücke, Eisenbahnbrücke                    | Klappbrücke                                 | 201 m                        | 14 m                     |                        | Die Masnedsundbrücke (oben rechts) hinter der längeren Storstrømsbrücke |
| Munkholmbroen Munkholm-Brücke 55° 40′ 25,2″ N, 11° 48′ 44″ O                                                               | im Südosten von Holbæk, Seeland                                               | Isefjord                                              | 1951–1952                 | zweispurige Straßenbrücke                                     | Bogenbrücke                                 | 114 m                        | 12,2 m                   | 3,45 m                 |                                                                         |
| Oddesundbroen Oddesund-Brücke 56° 34′ 41,2″ N, 8° 33′ 33,7″ O                                                              | bei Struer, zwischen Thyholm/Thy und Jütland                                  | Oddesund, Limfjord                                    | 1934–1938                 | zweispurige Straßenbrücke, Eisenbahnbrücke                    | Bogenbrücke, Klappbrücke                    | 473 m                        | 14 m                     | 5 m                    |                                                                         |
| Öresundbrücke (dän. Øresundsbroen) 55° 34′ 30,4″ N, 12° 49′ 38,2″ O                                                        | zwischen Peberholm und Malmö, Schweden                                        | Öresund                                               | 1995–2000                 | vierspurige Autobahnbrücke, Eisenbahnbrücke                   | Schrägseilbrücke, Doppelstockbrücke         | 7845 m                       | 23,5 m                   | 57 m                   |                                                                         |
| Sallingsundbroen Sallingsund-Brücke 56° 44′ 56,1″ N, 8° 50′ 55,1″ O                                                        | bei Nykøbing Mors zwischen Mors und Salling                                   | Sallingsund, Limfjord                                 | 1973–1978                 | zweispurige Straßenbrücke                                     | Balkenbrücke                                | 1717 m                       | 16,7 m                   | 26 m                   |                                                                         |
| Siøsundbroen Siøsund-Brücke bzw. Siødæmningen Siø-Damm (Verlängerung der Langelandsbroen) 54° 57′ 51,2″ N, 10° 39′ 30,4″ O | zwischen Siø (Langeland Kommune) und Tåsinge (Svendborg Kommune)              | Siø Sund, Dänische Südsee                             | 1957–1960                 | zweispurige Straßenbrücke                                     | Balkenbrücke                                | 558 m                        | 12,4 m                   |                        |                                                                         |
| Sjællandsbroen Seeland-Brücke 55° 38′ 29,7″ N, 12° 33′ 1,8″ O                                                              | Kopenhagen, zwischen Seeland und Amager                                       | Sluseløbet, Hafen von Kopenhagen                      | 1957–1959                 | vierspurige Straßenbrücke                                     | Klappbrücke                                 | 30 m                         | 26 m                     | 3 m                    |                                                                         |
| Skive Ådal Bro Skiver Auentalbrücke 56° 32′ 43,2″ N, 8° 59′ 45,4″ O                                                        | im Südwesten von Skive                                                        | Skiver Auental                                        | 1995–1996                 | zweispurige Straßenbrücke                                     | Balkenbrücke                                | 442,4 m                      | 15 m                     |                        |                                                                         |
| Sorterendebroen Sorterende-Brücke (Verlängerung der Kalvebodbroen) 55° 36′ 51,6″ N, 12° 30′ 16,7″ O                        | Kopenhagen, zwischen Seeland und Skrædderholmen                               | Sorterende, Kalveboderne                              | 1982–1987                 | sechsspurige Autobahnbrücke mit zwei Standstreifen            | Balkenbrücke                                | 150 m                        | 14,5 m (Nord) 18 m (Süd) | 7 m                    |                                                                         |
| Storebæltsbroen Brücke über den Großen Belt 55° 20′ 6,5″ N, 10° 59′ 0,7″ O                                                 | von Nyborg (Fünen) über Sprogø bis Korsør (Seeland)                           | Großer Belt                                           | 1988–1998                 | vierspurige Straßenbrücke, Eisenbahnbrücke                    | Kastenträgerbrücke (West) Hängebrücke (Ost) | 6611 m                       | 24,1 m                   | 65 m                   |                                                                         |
| Storstrømsbroen Storstrøms-Brücke (Verlängerung der Masnedsundbroen) 54° 58′ 0,2″ N, 11° 53′ 5,3″ O                        | in der Vordingborg Kommune zwischen Falster, Guldborgsund Kommune und Masnedø | Storstrømmen                                          | 1933–1937                 | zweispurige Straßenbrücke, Eisenbahnbrücke                    | Balkenbrücke, Bogenbrücke                   | 3199 m                       | 14 m                     | 26 m                   |                                                                         |
| Svendborgsundbroen Svendborgsund-Brücke 55° 2′ 50,9″ N, 10° 36′ 9,4″ O                                                     | zwischen Svendborg (Fünen) und Vindeby (Tåsinge)                              | Svendborgsund                                         | 1963–1966                 | zweispurige Straßenbrücke                                     | Balkenbrücke                                | 1216 m                       | 14,1 m                   | 33 m                   |                                                                         |
| Vejlefjordbroen Vejlefjord-Brücke 55° 42′ 0,6″ N, 9° 34′ 23,1″ O                                                           | im Osten von Vejle, Jütland                                                   | Vejlefjord                                            | 1975–1980                 | vierspurige Autobahnbrücke mit zwei Standstreifen             | Balkenbrücke                                | 1712 m                       | 27,6 m                   | 40 m                   |                                                                         |
| Vilsundbroen Vilsund-Brücke 56° 53′ 3,1″ N, 8° 37′ 53″ O                                                                   | zwischen Mors und Vilsund auf Thy                                             | Vilsund, Limfjord                                     | 1937–1939                 | zweispurige Straßenbrücke                                     | Bogenbrücke, Klappbrücke                    | 382,3 m                      | 10,4 m                   | 4 m                    |                                                                         |